# روبرت هنتر (كاتب)
روبرت هنتر (بالإنجليزية: Robert Hunter)‏ هو كاتب أغاني ومترجم وكاتب وشاعر أمريكي، ولد في 23 يونيو 1941 في سان لويس أوبيسبو في الولايات المتحدة.

## وصلات خارجية
- الموقع الرسمي
- روبرت هنتر على موقع IMDb (الإنجليزية)
- روبرت هنتر على موقع ميوزك برينز (الإنجليزية)
- روبرت هنتر على موقع أول ميوزيك (الإنجليزية)
- روبرت هنتر على موقع ديسكوغز (الإنجليزية)